# Toro Rosso STR1
Chronologie des modèles (2006)
Aucun Toro Rosso STR2
La Toro Rosso STR1 est la monoplace de Formule 1 de l'écurie Scuderia Toro Rosso engagée au cours de la saison 2006. Les pilotes sont l'Italien Vitantonio Liuzzi et l'Américain Scott Speed. Le pilote d'essais est le Suisse Neel Jani.

## Historique
Première monoplace de l'ex-Scuderia Minardi, après le rachat de celle-ci par Dietrich Mateschitz le magnat de la boisson énergétique Red Bull, la STR1 représente un changement d'ère. En effet, son affiliation avec le groupe Red Bull l'assure de bénéficier de fonds suffisants, d'un soutien technique et de pilotes devant leur place à leur appartenance au giron Red Bull.
Scott Speed, premier pilote américain engagé en Grands Prix depuis Michael Andretti en 1993, a lié sa destinée à celle de Red Bull depuis 2002, avec comme point d'orgue la troisième place au Championnat GP2 Series en 2005. Vitantonio Liuzzi a suivi un parcours différent puisqu'il est le dernier champion de Formule 3000 en 2004, ce qui lui valut une place de pilote de course en alternance avec Christian Klien chez Red Bull Racing en 2005. Comme la confrontation ne tourna pas à son avantage, l'Autrichien conserva le baquet de la Red Bull pour la saison 2006, l'Italien passant chez Toro Rosso.
L'équipe obtient le droit de conserver un moteur V10, le Cosworth qui propulsait les Minardi PS05 en 2005, sous réserve d'un bridage à 16 700 tours par minute puis à 17 000 tours par minute en qualification durant toute la saison.
Dès le premier Grand Prix, les STR1 se qualifient en quinzième et seizième positions, et terminent onzième et treizième, loin devant les Super Aguri F1 et Midland F1 Racing. Le couple du V10 est montré du doigt pour expliquer cette transformation de l'ex-petit poucet du plateau en écurie de milieu de grille.
En Malaisie, les STR1 progressent encore sur la grille (douzième et treizième) et en course témoignant de leur bonne santé. En Australie, Liuzzi dépasse à la régulière Michael Schumacher sur sa Ferrari 248 F1 et Scott Speed termine à la huitième position, devant la Red Bull RB2 de David Coulthard qu'il a dépassé sous drapeau jaune, ce qui lui vaut le retrait de son premier point.
Pour la première de leurs deux courses à domicile, les Toro Rosso ne brillent pas : après une course sans histoire, Liuzzi devance Speed, quatorzième contre quinzième. Lors du Grand Prix d'Europe, les STR1 sombrent : Liuzzi est percuté par la Toyota TF106 de Ralf Schumacher au premier virage et emboutit Coulthard. Roue arrière crevée, il tente de ramener sa monoplace aux stands, part à la faute et bloque sa voiture en plein milieu de la piste, provoquant l'entrée de la voiture de sécurité. Speed livre une course solide en queue de peloton, l'avantage conféré par le V10 ne semble plus d'actualité.
En Espagne, la situation est similaire, Liuzzi se classe quinzième et Speed abandonne. Vient ensuite le Grand Prix de Monaco, épreuve redoutée par tous les adversaires de l'écurie qui craignent que le V10 des STR1 ne les propulse vers le haut du classement. Nanmoins, les STR1 ne brillent pas et ne tirent pas profit des événements de course pour se hisser dans les points. En Angleterre, les monoplaces tiennent leur rang en milieu/fond de grille : treizième et quinzième sur la grille, Liuzzi et Speed connaissent des fortunes diverses en course. L'Italien termine sur les talons de Coulthard quand son équipier américain abandonne dans le deuxième tour sur un accrochage.
Au Canada, la course des STR1 est moyenne, le seul fait marquant est que Speed domine Liuzzi pour une des seules fois de la saison. Aux États-Unis, une semaine plus tard, seulement neuf voitures terminent après un carambolage éliminant sept voitures d'entrée au départ puis des incidents de course. Speed, à domicile, ne passe pas le premier tour, percuté par d'autres monoplaces, tandis que Liuzzi arrache le premier point de l'histoire de Toro Rosso après avoir dépassé Nico Rosberg à la régulière.

## Résultats en championnat du monde de Formule 1

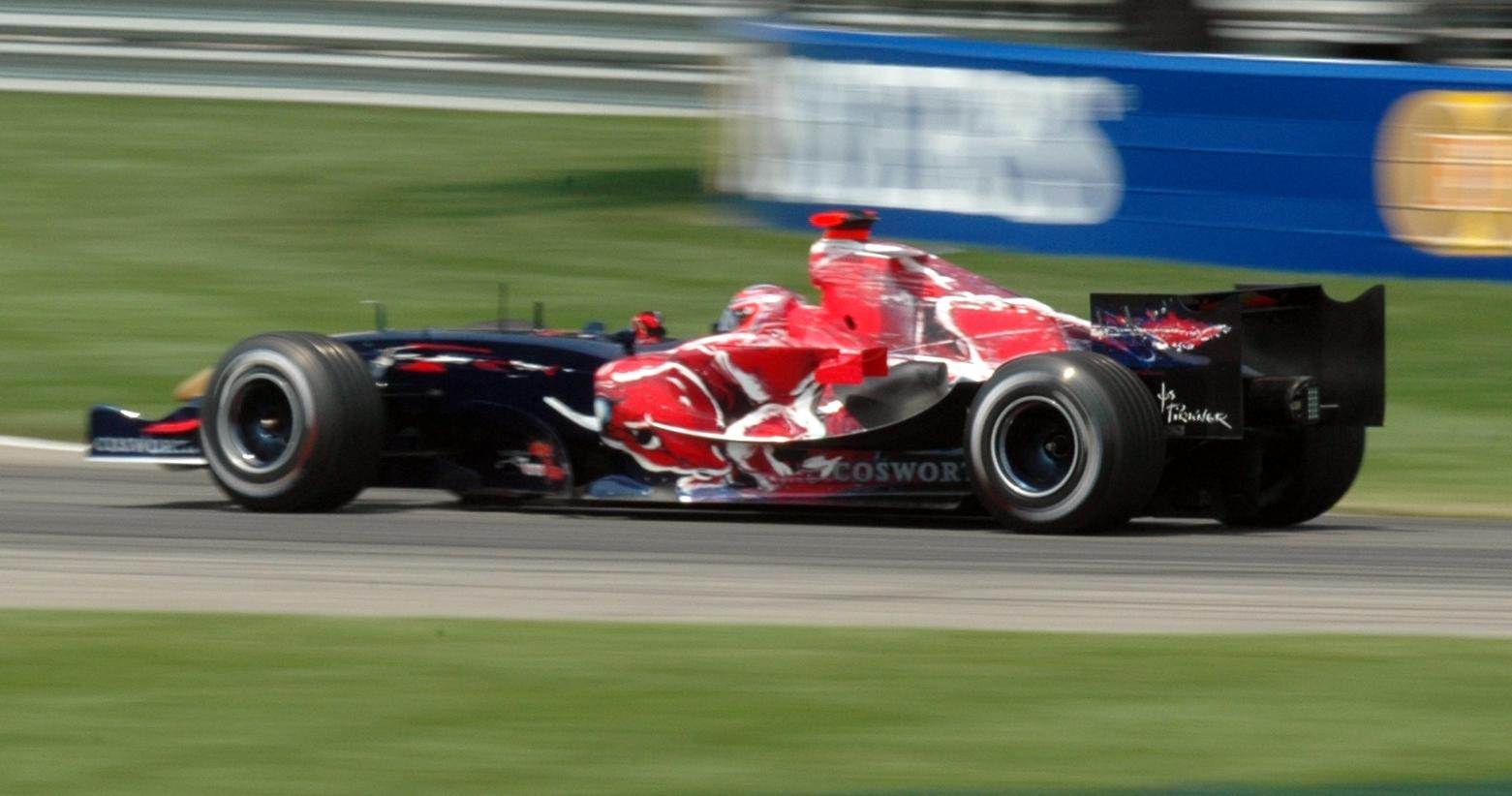
Vitantonio Liuzzi à bord de la Toro Rosso STR1 au Grand Prix des États-Unis 2006.

| Saison | Écurie              | Moteur          | Pneus    | Pilotes           | Courses | Courses | Courses | Courses | Courses | Courses | Courses | Courses | Courses | Courses | Courses | Courses | Courses | Courses | Courses | Courses | Courses | Courses | Points inscrits | Classement |
| Saison | Écurie              | Moteur          | Pneus    | Pilotes           | 1       | 2       | 3       | 4       | 5       | 6       | 7       | 8       | 9       | 10      | 11      | 12      | 13      | 14      | 15      | 16      | 17      | 18      | Points inscrits | Classement |
| ------ | ------------------- | --------------- | -------- | ----------------- | ------- | ------- | ------- | ------- | ------- | ------- | ------- | ------- | ------- | ------- | ------- | ------- | ------- | ------- | ------- | ------- | ------- | ------- | --------------- | ---------- |
| 2006   | Scuderia Toro Rosso | Cosworth TJ2006 | Michelin |                   | BAH     | MAL     | AUS     | SMR     | EUR     | ESP     | MON     | GBR     | CAN     | USA     | FRA     | ALL     | HON     | TUR     | ITA     | CHI     | JAP     | BRÉ     | 1               | 9e         |
| 2006   | Scuderia Toro Rosso | Cosworth TJ2006 | Michelin | Vitantonio Liuzzi | 11e     | 11e     | Abd     | 14e     | Abd     | 15e*    | 10e     | 13e     | 13e     | 8e      | 13e     | 10e     | Abd     | Abd     | 14e     | 10e     | 14e     | 13e     | 1               | 9e         |
| 2006   | Scuderia Toro Rosso | Cosworth TJ2006 | Michelin | Scott Speed       | 13e     | Abd     | 9e      | 15e     | 11e     | Abd     | 13e     | Abd     | 10e     | Abd     | 10e     | 12e     | 11e     | 13e     | 13e     | 14e     | 18e*    | 11e     | 1               | 9e         |

Légende : ici 
- * : Le pilote n'a pas fini la course mais est classé pour avoir fait plus de 90 % de la course